# Miguel Agustín Corral
Miguel Agustín Corral Olivas (Parral, Chihuahua; 10 de septiembre de 1949 - Ciudad Juárez, Chihuahua; 4 de marzo de 2013). Fue un político mexicano, miembro del Partido Acción Nacional, presidente municipal de Ciudad Juárez y diputado federal.

## Biografía
Miguel Agustín Corral era originario del estado de Chihuahua y provenía de una familia de militancia en la Unión Nacional Sinarquista, emigrado a Ciudad Juárez desde edad temprana, pronto inició su militancia en el Partido Acción Nacional en el que destacó como uno de sus primeros líderes; en 1973 fue candidato a diputado federal por el Distrito III y en 1982 por el Distrito IV, perdiendo en ambas ocasiones contra el priísta Francisco Rodríguez Pérez. Hacia 1983 se le consideró candidato natural del partido a la presidencia municipal de Ciudad Juárez, sin embargo declinó a favor del entonces aspirante externo Francisco Barrio Terrazas, quien a la postre ganó la elección constitucional y se convirtió en el primer alcalde proveniente de un partido diferente al Partido Revolucionario Institucional en Ciudad Juárez, Miguel Agustín Corral fue Presidente  Municipal suplente en dicha administración y en 1986 al solicitar Barrio licencia para ser candidato del PAN a gobernador de Chihuahua asumió la Presidencia Municipal.
En las elecciones federales de 1988 fue elegido diputado federal por el Distrito 3 a la LIV Legislatura que concluyó en 1991, y de 1995 a 1998 fue diputado al Congreso de Chihuahua por representación proporcional para la LVIII Legislatura.
El 4 de marzo de 2013 falleció en Ciudad Juárez a causa del cáncer.